# Кручение под квазигидростатическим давлением
Кручение под квазигидростатическим давлением (кручение под давлением, КД, КГД англ. torsion under quasi-hydrostatic pressure) — метод интенсивной пластической деформации (ИПД), осуществляемый путём одновременного сжатия тонкого образца между двумя бойками и его кручения благодаря повороту одного из бойков на определённый угол.

## Описание
Основная деформация при методе КД осуществляется за счёт кручения образца. Прилагаемое соосно давление, достигающее обычно несколько ГПа, играет двоякую роль. Во-первых, оно создаёт в центральной части образца область квазигидростатического сжатия, препятствующего разрушению образца. Во-вторых, оно увеличивает силу трения между бойками и образцом. Благодаря большой силе трения, крутящий момент от подвижного бойка передаётся образцу, и он деформируется кручением.
В настоящее время КД применяют преимущественно для изучения физики интенсивной пластической деформации. КД при комнатной температуре или при более низких температурах используют для получения нанокристаллической структуры в металлах, сплавах, интерметаллидах и керамиках. Размер образцов до деформации обычно не превышает 20 мм в диаметре и 1 мм по высоте. После деформации высота образцов уменьшается до 0,2-0,5 мм. Существенное измельчение структуры наблюдается уже после деформации на пол-оборота, но для создания однородной наноструктуры требуется, как правило, деформация в несколько оборотов.
КД чистых металлов приводит к формированию равноосной структуры со средним размером зерен 50-100 нм. В сплавах получаемый размер зерен может быть значительно меньше. Механизм интенсивной деформации зависит от многих факторов, в частности, от типа кристаллической решётки и энергии дефекта упаковки. Процесс формирования наноструктуры носит ярко выраженный стадийный характер.
В чистых ГЦК-металлах (металлах с гранецентрированной кристаллической решёткой) с высокой энергией дефекта упаковки (Cu, Ni) последовательность структурных превращений следующая. По мере увеличения деформации кручением до n≈0,1 (где n -число оборотов подвижного бойка) дислокации сосредоточиваются в границах субзерен (ячеек), которые представляют собой области зерен произвольной формы, свободные от дислокаций и отделённые от других областей малоугловыми границами. При дальнейшем увеличении деформации до n≈1 размеры субзерен уменьшаются, а степень разориентировки между ними увеличивается. При этом происходит постепенный переход от субзеренной (ячеистой) структуры к зеренной, содержащей преимущественно высокоугловые границы зерен.
Интенсивная пластическая деформация сплавов, наряду с формированием наноструктуры, может приводить к формированию метастабильных состояний, например, пересыщенных твёрдых растворов и метастабильных фаз. В интерметаллидных соединениях после КД может наблюдаться нарушение дальнего порядка вплоть до полного разупорядочения.
Наноматериалы, полученные КД, характеризуются высоким уровнем внутренних напряжений и значительными искажениями кристаллической решётки. В таких наноматериалах могут возникать аномалии некоторых фундаментальных свойств, например, модулей упругости, температур Кюри и Дебая, намагниченности насыщения. Наноматериалы, полученные ИПД, обладают, как правило, высокими прочностными свойствами при относительно низких температурах и высокой пластичностью и сверхпластичностью при повышенных температурах. В последнее время метод КД используют и при высоких температурах для получения в высокотемпературных сверхпроводящих керамиках острой кристалл лографической текстуры и высокой плотности дефектов, служащих центрами пиннинга магнитного потока.